# Andreas, Isle of Man
Andreas är en parish på Isle of Man. Den ligger på den norra delen av Isle of Man, 24 km norr om huvudstaden Douglas. Antalet invånare är 1 426. Den enda större byn är Andreas.